# Axiom Verge
Axiom Verge er et actionspil udviklet af Thomas Happ. Spillet blev oprindeligt udgivet i marts og april 2015 til PlayStation 4 og i maj 2015 til Microsoft Windows, OS X og Linux. Det blev senere udgivet til PlayStation Vita i april 2016, til Wii U og Xbox One i september 2016, og til Nintendo Switch i oktober 2017.
Axiom Verge regnes som et Metroidvania-spil, der henter inspiration fra strukturen og spilmekanikerne i Super Metroid og Castlevania: Symphony of the Night. Verdenen i spillet repræsenteres som et sammenhægende kort, hvor nye sektioner bliver tilgængelige når spilleren får nye evner eller våben.

## Ekstern henvisning
- Officiel hjemmeside

| computerspil | Spire Denne computerspilsrelaterede artikel er en spire som bør udbygges. Du er velkommen til at hjælpe Wikipedia ved at udvide den. |